# Steyr SSG 69
Lo SSG 69 (Scharfschützengewehr 69) è un fucile di precisione a otturatore girevole-scorrevole prodotto dalla Steyr Mannlicher. È utilizzato come fucile di precisione standard per l'Esercito austriaco, che lo ha adottato nel 1969 (da cui la denominazione).
Esistono diverse varianti di questo fucile; il modello più importante è il SSG-PIV che monta una canna da 409 mm per gestire la torsione delle munizioni subsoniche.

## Paesi utilizzatori
- Austria
- Islanda
- Irlanda
- Paesi Bassi
- Libano
- Nigeria
- Pakistan
- Singapore
- Corea del Sud
- Germania

## Lo Steyr SSG 69 nella cultura di massa
- In ambito videoludico, lo Steyr SSG 69 compare nel videogioco Point Blank e nel videogioco Max Payne 2: The Fall of Max Payne.[6]